# الشركة القابضة لاستصلاح الأراضي وأبحاث المياه الجوفية
هي شركة قابضة حكومية مصرية تابعة لوزارة الزراعة وإستصلاح الأراضي المصرية تعمل في مجال وإستصلاح الأراضي وأبحاث المياه الجوفية ويتبعها ستة شركات في هذا المجال. أنشأت طبقاً لقرار رئيس مجلس الوزراء رقم 106 لسنة 2012.

## الشركات التابعة
- الشركة العامة لإستصلاح الأراضي[2]
- الشركة العربية لإستصلاح الأراضي[3]
- شركة وادي كوم أمبو لإستصلاح الأراضي[4]
- شركة مساهمة البحيرة لإستصلاح الأراضي[5]
- الشركة العامة لأبحاث المياه الجوفية (ريجوا) [6]
- الشركة العقارية المصرية لإستصلاح الأراضي[7]

## أنظر أيضاً
- وزارة الزراعة واستصلاح الأراضي (مصر)